# Kanton Tourcoing-Sud
Der Kanton Tourcoing-Sud war bis 2015 ein französischer Kanton im Arrondissement Lille, im Département Nord und in der Region Nord-Pas-de-Calais. Sein Hauptort war Tourcoing. Vertreterin im Generalrat des Departements war zuletzt von 2008 bis 2015 Brigitte Lherbier.

## Gemeinden
Der Kanton bestand aus einem Teil der Stadt Tourcoing (angegeben ist hier die Gesamteinwohnerzahl, im Kanton lebten etwa 35.500 Einwohner) und einer weiteren Gemeinde:
| Gemeinde  | Einwohner Jahr | Fläche km² | Bevölkerungsdichte | Code INSEE | Postleitzahl |
| --------- | -------------- | ---------- | ------------------ | ---------- | ------------ |
| Mouvaux   | 13.309 (2013)  | –          | – Einw./km²        | 59421      | 59420        |
| Tourcoing | 93.974 (2013)  | –          | – Einw./km²        | 59599      | 59200        |